# 柚姫の部屋
『柚姫の部屋』（ゆずきのへや）は、大黒柚姫（TEAM SHACHI）と瀬戸口俊介（SCRAP）が毎週月曜21時から配信しているYouTube番組。TEAM SHACHI公式チャンネルにて生配信されている。

## 概要
YouTubeのTEAM SHACHI公式チャンネルで毎週月曜日21:00頃から配信している生配信番組で、TEAM SHACHIの大黒柚姫とSCRAPの瀬戸口俊介が進行を務める。X（旧Twitter）公式ハッシュタグは「#柚姫の部屋」。視聴者を「ルームメイト」と呼ぶ。トークをしたり、謎を解いたりする「ハチャメチャ情報教育バラエティ」番組である。
2019年4月27日に幕張メッセで開催された「ニコニコ超会議2019」SCRAPブースにTEAM SHACHIがゲスト出演。続いて2019年5月10日、名古屋市大須商店街を中心に開催された「なごや大須 謎解き食べ歩き」（主催：SCRAP）の応援アンバサダーをTEAM SHACHIが務めた。この両イベントでMCを務めたSCRAP瀬戸口俊介との共演が縁となり、2019年7月29日に「柚姫の部屋」がスタートした。
STAR PLANETのアイドルなどゲストが出演する回もある。大黒柚姫と瀬戸口俊介はABEMA配信『スタコミュAWARD』の司会を2023年の第1回から務めている。
2021年からライブイベント「柚姫の部屋フェス」を開催している。2024年には東京消防庁麴町消防署が春の火災予防運動を前に大黒柚姫を一日消防署長、瀬戸口俊介を一日特別救助隊長に任命した。2025年夏に番組が7年目に突入する。

## 出演者
大黒柚姫と瀬戸口俊介の他にゲストが出演する場合がある。また、柚姫の部屋「準レギュラーの1個上」こと内藤るなが概ね月1回出演する。

### 大黒柚姫
- 大黒柚姫（おおぐろ ゆずき）。部屋の主。
- 名古屋発ラウドポップユニットTEAM SHACHI（チームシャチ）のメンバー。むらさきパープル（仮）。
- 内藤るな、春名真依と柚姫の部屋フェス発の3人組アイドルユニット「ル・マイグロ」（内藤るな and 春名真依 with 大黒柚姫）を結成している。

### 瀬戸口俊介
- 瀬戸口俊介（せとぐち しゅんすけ）。部屋の管理人。SCRAPの謎民。
- リアル脱出ゲームを中心とした各種謎解きイベントを企画・制作するSCRAP（スクラップ）の文化人。
- イベントやライブの司会・MC、役者として舞台出演、イベント主催などで活動中。

### 主なゲスト
- 咲良菜緒、秋本帆華、坂本遥奈（TEAM SHACHI）
- 浅野尚志（TEAM SHACHIに楽曲提供）
- 希山愛、上田理子、春乃きいな、瀬田さくら、蒼井りるあ（ばってん少女隊）
- 日高央（THE STARBEMS）
- 入江専務（株式会社サンスマイル）
- Abe Hideo（TEAM SHACHI 物販ディレクター）
- ぱてぃちゃん
- ウッチー（カプコン）
- 律月ひかる、橘花怜、葉月結菜、桜ひなの、伊達花彩、藤谷美海（いぎなり東北産）
- 永岡歩（CBCテレビアナウンサー）
- 内藤るな、高井千帆（B.O.L.T）
- 川瀬あやめ、村星りじゅ、茜空、結城りな、芹澤もあ（ukka）
- 辻野かなみ、小泉遥香、坂井仁香、吉川ひより（超ときめき♡宣伝部）
- 高城れに（ももいろクローバーZ）
- 春名真依（ex.たこやきレインボー）
- 雪月心愛、里菜、田中咲帆、三田美吹、藤田愛理（CROWN POP）
- 藤吉みわ、田渕瀬那（劇団ズッキュン娘）
- 藤巻秀平（株式会社 F&C ホールディングス 代表取締役社長 兼 COO）
- MANA（大阪☆春夏秋冬）
- きよもとちひろ（ナタリー）
- 市川優月、小島はな、鈴木萌花、愛来（アメフラっシ）
- 真山りか（私立恵比寿中学）
- 田村侑久、辻本達規（BOYS AND MEN）
- 高橋ヒロキ（プロマジシャン）
- 武田知沙（テレビ愛知アナウンサー）
- ももかろりーた（サンリオヲタクYouTuber）
- 鈴姫みさこ、恋汐りんご、甘夏ゆず（バンドじゃないもん!MAXX NAKAYOSHI）
- 小川晶弘（SCRAP）
- 日向端ひな、籾山ひめり、城月菜央、春野莉々（高嶺のなでしこ）

所属団体・グループごと、概ね出演順。

## 主なコーナー
謎解きバトル
SCRAPの瀬戸口俊介が出題する「謎」に大黒柚姫やゲストが挑戦する。
今週のTEAM SHACHI
この1週間のTEAM SHACHIの活動を振り返る。
今週のスタプラ速報
STAR PLANET（スタプラ）所属グループの中から、TEAM SHACHI（名古屋）と同じくローカルで活動しているばってん少女隊（福岡）といぎなり東北産（仙台）の1週間を振り返る（スタプラローカル組）。
今週の橘花怜
いぎなり東北産のリーダー橘花怜（かれん）からのメッセージで1週間を振り返る。
今週の内藤るな
柚姫の部屋「準レギュラーの1個上」こと内藤るな（るんぱん）からのメッセージで1週間を振り返る。
サイコロコロコロ
サイコロを振って出たテーマについてトークするごきげんなコーナー。

## 配信一覧
小目次: 2019年 - 2020年 - 2021年 - 2022年 - 2023年 - 2024年 - 2025年
| #  | 配信日          | タイトル・ゲスト・備考 |
| -- | --------------- | --- |
| 1  | 2019年 07月29日 | 第1回配信 |
| 2  | 08月05日        | 常滑でツチノコ！？？？大黒柚姫の”ほぼ”月9配信、今回は台湾から帰国後、セントレア空港からそのまま車内配信を決行！！ |
| 3  | 08月12日        | みなさん。煎餅って読めますか？ |
| 4  | 08月19日        | リビングルームはだめ！！笑 |
| 5  | 08月26日        | 福岡からあの2人が初ゲスト！！ 電話ゲスト：咲良菜緒（TEAM SHACHI）、星野蒼良（ばってん少女隊） |
| 6  | 09月02日        | 仙台から秋本さん坂本さんの生電話！！ 電話ゲスト：秋本帆華（TEAM SHACHI）、坂本遥奈（同） |
| 7  | 09月09日        | 新曲「Rocket Queen feat.MCU」配信直前SP！制作秘話あり！！そしてポルノグラフィティさんライブの感想戦 |
| 8  | 09月16日        | 初の生ゲストはTEAM SHACHIから秋本帆華さん！新曲をついに解禁！カプコン名作アクションゲームとのコラボ話も！ ゲスト：秋本帆華（TEAM SHACHI）                                                                                    |
| 9  | 09月23日        | 名古屋塾で柚姫半ギレ！？笑、「中越高校のみなさんのココがすごい！」新曲MVエピソードに、長すぎるアディショナルタイム。 |
| 10 | 09月30日        | 記念すべき第10回は、柚姫1人での2時間べしゃり回！ミズノさんからのプレゼントや増税直前トークも！？笑 |
|    | 10月05日        | 柚姫の部屋スペシャル！ 観覧、あなたの番です |
| 11 | 10月07日        | 新企画「大黒どれみ」で白鍵"絶対"音感が明らかに！？ ブラス民登場にナゾトキャーとの謎解き対決はとんでもない！ ゲスト：Remimin（ブラス民 トランペット）                                                                         |
| 12 | 10月14日        | シャケの塩辛うまっ！同時視聴数最高記録突破！新潟から蜻蛉帰りの坂本遥奈が「柚姫の部屋」にやってきた。ロックマンゲーム対決も！ ゲスト：坂本遥奈（TEAM SHACHI）                                                                 |
| 13 | 10月21日        | [ 8 ] |
| 14 | 10月28日        | 怖い話。。。。ある意味怖いよ、、、1周年記念ライブを振り返り！インセクター羽蛾 並のマネージャーとの謎解き対決！ |
| 15 | 11月04日        | お手紙100通以上！！！！ルームメイトからのお手紙。メンバーもお母さんも！改名後1周年を記念したスペシャル回です。 |
| 16 | 11月11日        | [ 9 ] |
| 17 | 11月18日        | 作家の浅野尚志さんがゲスト登場!!!! 「DREAMER」秘話にyakekuso.mp3!? ゲスト：浅野尚志 |
| 18 | 11月25日        | カントリー・ガールズ山木梨沙さんがゲスト出演。 SCRAP愛、本当に素敵です！緊張の大黒さん、SCRAPからは本気謎解きゲームが登場！！！ ゲスト：山木梨沙（カントリー・ガールズ）                                                     |
| 19 | 12月02日        | 前編：本日解禁！小学館さんとのアートブックシリーズを手掛ける担当編集さんが来訪！新企画「大黒イーツ」は遠隔手料理でオムライス。 後編：アディショナルタイムで桃太郎。年末年始もたくさん楽しみ ゲスト：横井（ライター）、桃太郎 |
| 20 | 12月09日        | お久しぶりのMC2人での配信！来年のツアーに向けて静岡のお菓子や京都、兵庫の魅力をルームメイトのみなさんと紹介！ |
| 21 | 12月16日        | 今夜は柚姫の部屋に福岡からばってん少女隊の希山愛ちゃん！3月29日のツアー福岡公演ではコラボ曲も!?愛ちゃんソロコンは1月！ ゲスト：希山愛（ばってん少女隊）                                                                      |
| 22 | 12月23日        | な、な、なんとクリスマスプレゼントがたっくさん！！！！ |
| 23 | 12月30日        | ゲスト：日高央（THE STARBEMS） |

| #  | 配信日          | タイトル・ゲスト・備考 |
| -- | --------------- | --- |
| 24 | 2020年 01月06日 | 新年最初の放送は、TEAM SHACHIメンバー全員集合スペシャル！ ゲスト：秋本帆華（TEAM SHACHI）、咲良菜緒（同）、坂本遥奈（同） |
| 25 | 01月13日        | つちのこがばれたあああああ！？どうなる番組配信！ 誕生秘話を製造メーカー”サンスマイル”専務が語る… ゲスト：入江専務（株式会社サンスマイル）                                                                                              |
| 26 | 01月20日        | スタプラアイドルフェスを大黒柚姫目線でたっぷりと振り返ります！！ばってん少女隊やいぎなり東北産との地方組裏話も！ |
| 27 | 01月27日        | ゲスト：松江（TEAM SHACHIマネージャー） |
| 28 | 02月03日        | 冒頭10分前後グダグダですみませんっ！！！！本日は雑談たっぷりのほっこり配信！ |
| 29 | 02月10日        | 坂本遥奈生誕後レポート取材あり‼ |
| 30 | 02月17日        | 異空間ツアーの裏話盛りだくさん！本日は物販ディレクターHideo Abe氏とマジカル8才ぱてぃちゃんが登場！ ゲスト：Abe Hideo（TEAM SHACHI 物販ディレクター）、ぱてぃちゃん                                                                     |
| 31 | 02月24日        | 札幌から公開生配信！ |
| 32 | 03月02日        | 祝！週刊ビッグコミックスピリッツ表紙&巻頭グラビア。ソロアートブック発売！ みんな大好きっそーめんを食す！ ゲスト：横井（ライター） |
| 33 | 03月09日        | [ 14 ] |
| 34 | 03月16日        | （瀬戸口お休み）ゲスト：坂本遥奈 |
| 35 | 03月23日        | ゲスト：秋本帆華（TEAM SHACHI） |
| 36 | 03月30日        | ばってん少女隊が6人登場！きいなちゃんもフライングで部屋に登場！ちゃん瀬田とありっさの頭脳戦に、マウントする柚姫！ ゲスト：希山愛（ばってん少女隊）、上田理子（同）、春乃きいな（同）、瀬田さくら（同）、西垣有彩（同）、星野蒼良（同） |
| 37 | 04月06日        | メットール！カプコンからウッチーさんが登場！ロックマンゼロ&ゼクスをプレイ！今週の謎解きもはちゃめちゃ！ ゲスト：ウッチー（カプコン）                                                                                                   |
| 38 | 04月13日        | 大黒さんが2人！？ついにリモート配信を手に入れた。大黒さんに聞きたい100の質問も！（リモート体制初回） |
| 39 | 04月20日        | リモートゲスト：瀬田さくら（ばってん少女隊）、律月ひかる（いぎなり東北産） |
| 40 | 04月27日        | リモートゲスト：永岡歩（CBCテレビアナウンサー） |
| 41 | 05月04日        | リモートゲスト：秋本帆華（TEAM SHACHI） |
| 42 | 05月11日        | リモートゲスト：内藤るな（B.O.L.T）、高井千帆（同） |
| 43 | 05月18日        | リモートゲスト：春乃きいな（ばってん少女隊）、瀬田さくら（同）、律月ひかる（いぎなり東北産） |
| 44 | 05月25日        | 謎検ランキングSP！ゲストはB.O.L.T！ リモートゲスト：内藤るな（B.O.L.T）、高井千帆（同） |
| 45 | 06月01日        | [ 16 ] |
| 46 | 06月08日        | [ 17 ] |
| 47 | 06月15日        | [ 18 ] |
| 48 | 06月22日        | リモートゲスト：川瀬あやめ（ukka） |
| 49 | 06月29日        | [ 19 ] |
| 50 | 07月06日        | 祝50回！大黒柚姫の「扉を開く」スペシャル！ |
| 51 | 07月13日        | リモートゲスト：入江専務（株式会社サンスマイル） |
| 52 | 07月20日        | リモートゲスト：辻野かなみ（超ときめき♡宣伝部） |
| 53 | 07月27日        | ゲスト：高城れに（ももいろクローバーZ） |
| 54 | 08月03日        | 7/28に開催された「 Spectacle Streaming Show "ZERO"」のこと、シャチメンバーみんなと語ろうスペシャル！ ゲスト：秋本帆華（TEAM SHACHI）、咲良菜緒（同）、坂本遥奈（同）                                                                   |
| 55 | 08月10日        | ゲスト：春名真依（たこやきレインボー） リモートゲスト：橘花怜（いぎなり東北産）、希山愛（ばってん少女隊）、上田理子、春乃きいな、瀬田さくら、星野蒼良                                                                                  |
| 56 | 08月17日        | 毎年恒例の”怖い話”スペシャル！ リモートゲスト：希山愛（ばってん少女隊） |
| 57 | 08月24日        | ゲスト：雪月心愛（CROWN POP） |
| 58 | 08月31日        | ゲスト：咲良菜緒（TEAM SHACHI） |
| 59 | 09月07日        | ゲスト：SPOPOT（ポポこと花形チーフマネージャー） |
| 60 | 09月14日        | B.L.O.T内藤るなさん高井千帆さんが登場！！師匠たちを笑わせろミッション！ ゲスト：内藤るな（B.O.L.T）、高井千帆（同） |
| 61 | 09月21日        | 敬老の日SP センター秋本帆華がゲスト出演で部屋を訪問！有料配信SPOTとはどんなものなのか！？ ゲスト：秋本帆華（TEAM SHACHI）、SPOPOT（ポポこと花形チーフマネージャー）                                                                    |
| 62 | 09月28日        | 地元愛知県の奥三河で開催されたスケール大の配信ショー「SPOT」感想回！ ゲスト：秋本帆華（TEAM SHACHI）、咲良菜緒（同）、坂本遥奈（同）                                                                                                   |
| 63 | 10月05日        | ばってん少女隊から4名登場で自主レーベル設立後初のアルバム「ふぁん」にゆずきが切り込む！？ ゲスト：希山愛（ばってん少女隊）、上田理子（同）、瀬田さくら（同）、星野蒼良（同）                                                           |
| 64 | 10月12日        | ハロプロトーク開幕！ukka川瀬あやめさんが部屋ゲストとして月9に登場！ ゲスト：川瀬あやめ（ukka） |
| 65 | 10月19日        | 新コーナー「大黒さんの名言」企画！謎検に向けても新情報がどんどん出てきてるぞ！ |
| 66 | 10月26日        | 祝！シャチ２周年 鈴鹿サーキットで国歌斉唱の話も！！どう考えても伸びるよねという回です。 ゲスト：秋本帆華（TEAM SHACHI）、咲良菜緒（同）、坂本遥奈（同） リモートゲスト：春名真依（たこやきレインボー）                                 |
| 67 | 11月02日        | いぎなり東北産 ゆなぽこ初登場で、魁！大黒塾が久しぶりの開校です！ばっしょー突撃インタビューも！ ゲスト：藤吉みわ（劇団ズッキュン娘）。リモートゲスト：葉月結菜（いぎなり東北産）                                                       |
| 68 | 11月09日        | 五等心爆誕！！秋本帆華、B.O. L.T内藤るな、高井千帆に東北産ひかるん、ばっしょー愛ちゃんも！ スタジオゲスト：秋本帆華（TEAM SHACHI）、内藤るな（B.O.L.T） リモートゲスト：律月ひかる（いぎなり東北産）、希山愛（ばってん少女隊）         |
| 69 | 11月16日        | 100の質問企画！ノーゲスト回なのでMC2人を掘り下げよう |
| 70 | 11月23日        | 伝説の大黒生電話！！！！ルームメイトさんの悩みを解決〜！！！ 第70回配信終了後に「第70.1回 大黒さんからルームメイトの皆さんに伝えたいことがどうしてもあって緊急生配信！」を追加で急遽配信                                               |
| 71 | 11月30日        | 柚姫の部屋グッズ最新情報！物販ディレクターHideo Abeが登場する ゲスト：Abe Hideo（TEAM SHACHI 物販ディレクター） 柚姫の部屋公式グッズ制作決定                                                                                           |
|    | 12月06日        | ニコニコ生放送「スタプラローカリズム vol.2 〜ニコSハイパー運動会〜」を配信 司会：瀬戸口俊介、出場：TEAM SHACHI＆ばってん少女隊 vs いぎなり東北産                                                                                       |
| 72 | 12月07日        | ばってん少女隊といぎなり東北産が登場！！ ゲスト：上田理子（ばってん少女隊）、瀬田さくら（同）、桜ひなの（いぎなり東北産）、橘花怜（同）                                                                                                |
| 73 | 12月14日        | 緊急！！！大黒さんが不在の「〇〇の部屋」いつも以上の波乱は必須！ リモートゲスト：高井千帆（B.O.L.T）、内藤るな（同）、希山愛（ばってん少女隊） 大黒柚姫は撮影のためリモート出演                                                        |
| 74 | 12月21日        | ライブの演出/振付担当の拓哉さんが初登場！クリスマスなので帽子もきちんと被ります。 ゲスト：拓哉（TEAM SHACHIのライブ演出・振付を担当）                                                                                                  |
| 75 | 12月28日        | 大黒さんが欠席で大黒さんがいっぱい！？B.O.L.Tさん全面協力のもと配信決行でダジャレ大会！ ゲスト：高井千帆（B.O.L.T）、内藤るな（同） |

| #       | 配信日          | タイトル・ゲスト・備考 |
| ------- | --------------- | --- |
| 76      | 2021年 01月04日 | 2021年初の放送はばってん少女隊から愛ちゃんが主として登場！ 欠席した大黒の代理で希山愛（ばってん少女隊）がリモートで部屋の主を務めた |
| 77      | 01月11日        | コロナを越えて！大黒さんついに帰還！物販ディレクターHidep Abe氏は今日も暴走！？笑 ゲスト：Abe Hideo（TEAM SHACHI 物販ディレクター） |
| 78      | 01月18日        | 主演舞台直前SP！スタプラローカル組からばっしょー上田さん瀬田さん、東北産から桜さん橘さん！ リモートゲスト：瀬田さくら（ばってん少女隊）、上田理子（同）、橘花怜（いぎなり東北産）、桜ひなの（同） |
| 79      | 01月25日        | 祝・大黒さん主演舞台「ハリケーン・マリア」感想戦！ |
| 80      | 02月01日        | アートブックSP！ 「猫にチカラ饂飩」を坂本遥奈、そして満腹さんとともにたっぷりご紹介♪ リモートゲスト：坂本遥奈（TEAM SHACHI） |
| 81      | 02月08日        | 舞台「ハリケーン・マリア」感想戦 THE ファイナルは主宰の藤吉みわさんと！ ゲスト：藤吉みわ（劇団ズッキュン娘） |
| 82      | 02月15日        | ルームメイトさん感謝のメール10,000連撃！！貞子も手伝うバレンタインSP！ |
| 83      | 02月22日        | 咲良菜緒が猫になったよ♪ ついに実現した豊洲PIT公演の超絶感想戦にパシフィコへの道も！ ゲスト：咲良菜緒（TEAM SHACHI） |
| 84      | 03月01日        | スタプラからAwww!が初登場なのカナー！！！ るんぱんにかれんくんコーナも必見♪ ゲスト：森青葉（Awww!）、播磨かな（同） |
| 85      | 03月08日        | B.O.L.Tが登場！サイコロコロコロトークでたくさんしゃべるよ！ ゲスト：入江専務（株式会社サンスマイル）、内藤るな（B.O.L.T）、高井千帆（同） |
| 86      | 03月15日        | Zeppツアー開幕ukka川瀬あやめさん村星りじゅさんが訪問！秋本帆華フルマラソンにビギナーズライブも！ ゲスト：川瀬あやめ（ukka）、村星りじゅ（同） |
| 87      | 03月22日        | 愛知県からの配信。今回は名古屋からお届け！ #シャチラジ でもお馴染みのFUJIMAKI GROUP 藤巻社長が初ゲスト！ ゲスト：藤巻秀平（株式会社 F&C ホールディングス 代表取締役社長 兼 COO） |
| 88      | 03月29日        | ゲスト：MANA（大阪☆春夏秋冬） |
| 89      | 04月05日        | ゲスト：伊達花彩（いぎなり東北産） |
| 90      | 04月12日        | 福岡県からの配信。ばってん放送局からほぼぶっ続けで計4時間。しゃべり倒し生配信SP ゲストは、ばってん少女隊から4名登場！ ゲスト：希山愛（ばってん少女隊）、上田理子（同）、春乃きいな（同）、瀬田さくら（同） |
| 91      | 04月19日        | 音楽ナタリー清本さん！リアルタイム記事投稿に、シャチとの歴史など！編集部に入るきっかけなどの裏話もたくさん！ ゲスト：きよもとちひろ（ナタリー） |
| 92      | 04月26日        | CROWN POP里菜さんが初ゲスト！夢はタワマン！？ ゲスト：里菜（CROWN POP） |
| 93      | 05月03日        | レギュラーのB.O.L.T内藤るなさん＆高井千帆さんが登場！パシフィコ横浜に向けてソロ曲も始動！ ゲスト：内藤るな（B.O.L.T）、高井千帆（同） |
| 94      | 05月10日        | #るんちゃんえらいね がトレンド入り！？ 今夜は東北産から謎謎製造マスター 律月ひかるが登場！ ゲスト：律月ひかる（いぎなり東北産） |
| 95      | 05月17日        | ナタリーライブめちゃくちゃよかったんじゃないの感想戦スペシャル！ |
|         | 05月18日        | 柚姫の部屋×少年探偵SCRAP団コラボ放送 SCRAPファンクラブ感謝祭 毎日発信！今日のSCRAP |
| 96      | 05月24日        | 今夜はあゆみくりかまきさんがゲスト！あゆくまさん、ありが父さんーっSP！ ゲスト：あゆみ（あゆみくりかまき）、くりか（同）、まき（同） |
| 97      | 05月31日        | ゲスト：内藤るな（B.O.L.T） |
| 98      | 06月07日        | スタプラの皆にあゆくまさんも参戦、謎検ランキングでタカトシが誕生！ばってん少女隊あいちゃんはもはや正解です！ ゲスト：坂本遥奈（TEAM SHACHI）、田中咲帆（CROWN POP）、里菜（同） リモートゲスト：橘花怜（いぎなり東北産）、希山愛（ばってん少女隊） |
| 99      | 06月14日        | 最新！沼ツアー初日！ 新木場コースト終演後にすぐ車で大黒さんを見つけて駐車場から配信しちゃったぜSP！ |
| 100     | 06月21日        | ももいろクローバーZ高城れにさんがSPゲストでSCRAPオリジナル脱出ゲームに挑戦！時が止まりまくった生配信！？ ゲスト：高城れに（ももいろクローバーZ） |
|         | 06月22日        | 柚姫の部屋×少年探偵SCRAP団コラボ放送 第2弾 SCRAPファンクラブ感謝祭 毎日発信！今日のSCRAP |
| 101     | 06月28日        | 重大発表！柚姫の部屋フェス開催決定！ |
| 102     | 07月05日        | アメフラっシが初登場！部屋感たっぷりの化学反応w 8月8日柚姫の部屋フェス出演者、会場発表もアリ！ ゲスト：市川優月（アメフラっシ）、小島はな（同）、鈴木萌花（同） |
| 103     | 07月12日        | 欠席した瀬戸口の代わりにポポ口（ポポこと花形チーフマネージャー）が出演 |
| 104     | 07月19日        | リモートゲスト：瀬田さくら（ばってん少女隊） |
|         | 07月20日        | 柚姫の部屋×少年探偵SCRAP団コラボ放送 第3弾 SCRAPファンクラブ感謝祭 毎日発信！今日のSCRAP |
| 105     | 07月26日        | ゲスト：Abe Hideo（TEAM SHACHI 物販ディレクター） |
| 106     | 08月02日        | ゲスト：咲良菜緒（TEAM SHACHI） |
|         | 08月08日        | 「柚姫の部屋フェス2021」をUSEN STUDIO COASTにて開催 MC：大黒柚姫、瀬戸口俊介 1部：アメフラっシ（ウェルカムルームアクト）、B.O.L.T、ばってん少女隊、TEAM SHACHI 2部：CROWN POP（ウェルカムルームアクト）、ukka、いぎなり東北産、TEAM SHACHI 「オンラインリアル脱出ゲームサマーフェス」にて「『柚姫の部屋』夏の特大号スペシャル」を一部と二部の間に配信                                                                                                 |
| 107     | 08月09日        | 柚姫の部屋フェス振り返り！ リモートゲスト：希山愛（ばってん少女隊）、上田理子（同） |
| 108     | 08月16日        | もうちょっとだけ余韻にひたりたい…「柚姫の部屋フェス」感想メール読みまくり回！ |
| 109     | 08月23日        | ゲスト：桃太郎、関羽 |
| 110     | 08月30日        | リモート回！名古屋の大黒さんと、練馬の瀬戸口氏の２人でお届け！ |
| 111     | 09月06日        | ゲスト：船井美玖（ザ・コインロッカーズ）、絹本夏海（同） |
| 112     | 09月13日        | 「瀬戸口テレフォン♪リンリンリン」スタート |
| 113     | 09月20日        | B.O.L.Tの部屋！？キングレコードさんありがとう！もちろんワーナーミュージックもねっ！SP ゲスト：内藤るな（B.O.L.T）、高井千帆（同） |
| 114     | 09月27日        | リモートゲスト：瀬田さくら（ばってん少女隊）、春乃きいな（同） |
| 115     | 10月04日        | ゲスト：真山りか（私立恵比寿中学） |
| 116     | 10月11日        | [ 28 ] |
| 117     | 10月18日        | はちゃめちゃパシフィコ直前！ゲスト100人達成するまで終わりませんスペシャル！ リモートゲスト：瀬田さくら（ばってん少女隊）、春乃きいな（同）、上田理子（同）、希山愛（同）、 律月ひかる（いぎなり東北産）、葉月結菜（同）、桜ひなの（同）、 里菜（CROWN POP）、三田美吹（同）、浅野尚志、春名真依、 辻野かなみ（超ときめき♡宣伝部）、小泉遥香（同）、坂井仁香（同）、吉川ひより（同）、 きよもとちひろ（ナタリー）、高井千帆（B.O.L.T）、内藤るな（同） |
| 118     | 10月25日        | はちゃめちゃパシフィコ感想戦スペシャル！ |
| 119     | 11月01日        | かれんくん祝シンデレラ！おめでたいので勝手にお祝いしちゃいます！ そして！メドレーコラボのクラポちゃんが部屋に来てスタプラフェス振り返りSP！ ゲスト：藤田愛理（CROWN POP）、田中咲帆（同） |
| 120     | 11月08日        | 大黒さんが邪念を吸い取ります！？笑 新CMを解禁も！みそ煮込うどん にブレスサーモとプレゼントも大量！ 寿がきや食品の新CM「みそ煮込うどん 湯気篇」を初公開 |
| 121     | 11月15日        | ゲスト：田村侑久（BOYS AND MEN）、辻本達規（同）、愛来（アメフラっシ）、鈴木萌花（同） |
| 122     | 11月22日        | [ 31 ] |
| 123 124 | 11月29日        | 大黒さんと瀬戸口さんが散歩する回です（配信トラブルのため開始後6分で終了） 続きとして124回が配信された |
| 125     | 12月06日        | ゲストは名古屋レッド秋本帆華！シャチがマジック初披露で、高橋ヒロキさんの激ヤバマジックも！ ゲスト：秋本帆華（TEAM SHACHI）、高橋ヒロキ（プロマジシャン） |
| 126     | 12月13日        | モー娘。'21佐藤優樹さんの卒コン感想戦SP!!!! ゲスト：小川晶弘（SCRAP） |
| 127     | 12月20日        | アメフラっシと50弱の質問！！ばってん少女隊の、わた恋ツアー直後独占インタビューも到着！ ゲスト：市川優月（アメフラっシ）、小島はな（同）、鈴木萌花（同）、ミクちゃん（アメフラっシのマネージャー） |
| 128     | 12月27日        | 2021年ラスト回は大黒さん瀬戸口さん２人でお届け！ 今年１年を振り返る |

| #   | 配信日          | タイトル・ゲスト・備考 |
| --- | --------------- | --- |
| 129 | 2022年 01月03日 | 新春超特大ロング生配信！キーワードはBBQ！部屋メン女子旅でお泊まり会！瀬戸口もいますスペシャル！ 1月3日15時頃から翌4日8時頃まで生配信 ゲスト：春名真依、瀬田さくら（ばってん少女隊）、内藤るな（B.O.L.T）、里菜（CROWN POP）、小川晶弘（SCRAP）            |
| 130 | 01月10日        | ゲスト：内藤るな（B.O.L.T） |
| 131 | 01月17日        | テレビ愛知のスタジオから配信 ゲスト：武田知沙（テレビ愛知アナウンサー） |
| 132 | 01月24日        | 恐怖！！ふーん 大黒女王がルームメイトに電話かけまくる配信。 |
| 133 | 01月31日        | ゲスト：ももかろりーた（サンリオヲタクYouTuber） |
| 134 | 02月07日        | リモート配信 リモートゲスト：希山愛（ばってん少女隊） |
| 135 | 02月14日        | 氷柱！柚姫の呼吸！超♡ときめき宣伝部ちゃん、クラポりなてぃー、B.O.L.Tちゃんのコメントと到着！ |
| 136 | 02月21日        | 猪凸！猛進！猛進！猛進！猛進！もしもし？生電話企画！ |
| 137 | 02月28日        | 新春SPの生写真再販決定！物販ディレクターHideo Abeさんが来訪！ |
| 138 | 03月07日        | むらさきパープル（仮）を改名！？ ゲスト：小川晶弘（SCRAP） |
| 139 | 03月14日        | ゲスト：藤吉みわ（劇団ズッキュン娘）、田渕瀬那（同） |
| 140 | 03月21日        | ライブ終わりの熊本から生配信 |
| 141 | 03月28日        | ゲスト：秋本帆華（TEAM SHACHI） |
| 142 | 04月04日        | 大阪☆春夏秋冬 全国ツアー2022 「Thanks for 10th」～歌い続ける僕らの唄～、本日TEAM SHACHI対バン出演！の感想戦！ 4/7でTEAM SHACHI10周年！ |
| 143 | 04月11日        | ゲスト：小川晶弘（SCRAP） |
| 144 | 04月18日        | ず or づ！今宵は市川さんの歴史に迫る！！ ゲスト：市川優月（AMEFURASSHI） |
| 145 | 04月25日        | ばってん少女隊から瀬田さくらさん！希山愛さんが登場。いのししツアー中野サンプラザ感想に秘密の部屋も！ ゲスト：瀬田さくら（ばってん少女隊）、希山愛（同）                                                                                                   |
| 146 | 05月02日        | GWも休まずお届け！ ばってん少女隊「令和4年度 春の入隊式！」対バンの話！ |
| 147 | 05月09日        | ルームメイトのみんなと企画会議でワイワイ！るんぱんも電話出演^ ^ 花火に突激コンテンツまで！ |
| 148 | 05月16日        | 水上クイズが開幕！正解は出るか？？さらにラッキーな新コーナーも勝手にスタート！ |
| 149 | 05月23日        | ゲスト：内藤るな（B.O.L.T）、高井千帆（同） |
| 150 | 05月30日        | ゲスト：里菜（CROWN POP）、藤田愛理（同） |
| 151 | 06月06日        | 物販ディレクターHideo Abe氏が登場！この夏のグッズを先行公開！！新作ロゴまで！？ ゲスト：Abe Hideo（TEAM SHACHI 物販ディレクター） |
| 152 | 06月13日        | 元たこやきレインボーの春名真依さんが登場！部屋フェス今年も開催決定に、サイコロトークで秘話もアリ！？ ゲスト：春名真依 |
| 153 | 06月20日        | ゲスト：小川晶弘 |
| 154 | 06月27日        | [ 39 ] |
| 155 | 07月04日        | 月曜夜は○○！思いっきり俊介 第１回（大黒柚姫お休み） 三田美吹（CROWN POP）、田中咲帆（同） |
| 156 | 07月11日        | なおちゃん IN 柚姫の部屋！たくさん質問にも答えます！（大黒柚姫の代わりに咲良菜緒が部屋の主を務めた） |
| 157 | 07月18日        | お誕生日おめでとう！お祝いのメッセージたくさん！最後にサプライズも。 |
| 158 | 07月25日        | OHANASHI意外といい感じ！部屋フェス最新情報アリ！そして次回！青春番組にリニューアル？ |
| 159 | 08月01日        | 祝！4年目に突入！勇者村コラボ企画にノープラントークは意外な方向へ！ ゲスト：小川晶弘 |
| 160 | 08月08日        | 重大！9月23日（金祝）開催の「柚姫の部屋フェス2022」出演者第二弾発表アリ！！ドキドキソワソワ |
| 161 | 08月15日        | [ 40 ] |
| 162 | 08月22日        | ばってん少女隊がお久しぶりに生登場！春乃さん蒼井さん出演で大黒さんがメロメロ 春乃きいな、蒼井りるあ（ばってん少女隊） |
| 163 | 08月29日        | [ 41 ] |
| 164 | 09月05日        | ゲスト：茜空、結城りな（ukka） |
| 165 | 09月12日        | ゲスト：鈴姫みさこ、恋汐りんご、甘夏ゆず（バンドじゃないもん!MAXX NAKAYOSHI） |
| 166 | 09月19日        | 部屋フェス直前企画！Hideo Abe氏が来訪！プレゼンSP |
|     | 09月23日        | 「柚姫の部屋フェス2022」を神奈川・CLUB CITTA'にて開催 MC：瀬戸口俊介、大黒柚姫 1部：THE STARBEMS、TEAM SHACHI、ばってん少女隊、マイグロ（春名真依 with 大黒柚姫） 2部：ukka、CROWN POP、TEAM SHACHI、B.O.L.T 公演後に【部屋フェス2022：ミニ感想戦】を配信 |
| 167 | 09月26日        | 柚姫の部屋フェス感想戦3時間SP！ |
| 168 | 10月03日        | ルームメイト生電話でシャチサマ参加者増える！？中京テレビとのコラボMVも始動 |
| 169 | 10月10日        | シャチサマスペシャル！！ |
| 170 | 10月17日        | 『大阪城夢祭～LIVE GUMBO PARK～「POP’N IDOL PARK」』おわりの大黒柚姫は21時に間に合うのか！ |
| 171 | 10月24日        | [ 43 ] |
| 172 | 10月31日        | 今夜はハロウィンナイト キョンシーゆずきとどなた？ |
| 173 | 11月07日        | 大黒さんは一体どこにいるのか生配信！ |
| 174 | 11月14日        | ばってん少女隊から上田理子さんがゲスト登場！お久しぶりのゲストにテンションあがってます！ リモートゲスト：上田理子（ばってん少女隊） |
| 175 | 11月21日        | 本日ひさびさの見にきぃー配信！ 世界のMIZUNOさんからプレゼントもあり！！ |
| 176 | 11月28日        | 中野で見たぞ！いぎなり東北産＆ばってん少女隊ソロコンサート！ 独占動画アリ！ 終演直後のばってん少女隊に元メンバーが突撃、そして新展開…！？ |
| 177 | 12月05日        | グローバル化したTEAM SHACHI大黒柚姫と瀬戸口俊介のほぼ月曜夜９時生配信 |
| 178 | 12月12日        | ゲスト：内藤るな、高井千帆（B.O.L.T） |
| 179 | 12月19日        | ミズノさんとのコラボジャージ企画始動！受注販売開始に、リアル反省会も！？ |
| 180 | 12月26日        | ウインターカップ開催で波瀾万丈！年内ラスト ゲスト：秋本帆華（TEAM SHACHI） |

| #   | 配信日          | タイトル・ゲスト・備考 |
| --- | --------------- | --- |
| 181 | 2023年 01月02日 | 今夜は大黒柚姫インスタライブと瀬戸口さんのコラボでお届け！YouTubeはインスタライブを映しているだけです。な柚姫の部屋 |
| 182 | 01月09日        | 新春スペシャル大放送（16時間生配信） 出演：大黒柚姫（TEAM SHACHI）、瀬戸口俊介（SCRAP）、橘花怜（いぎなり東北産）、川瀬あやめ（ukka）、春名真依、秋本帆華（TEAM SHACHI）、小川晶弘（SCRAP）ほか                                                                   |
| 183 | 01月16日        | 【音量注意】大乱戦のスタプラフェス感想戦！！！柚姫のパワーをフル注入 |
| 184 | 01月23日        | 新企画「柚姫の部屋的これ発見！」 |
| 185 | 01月30日        | 今週はリモートでお届け！ トーカイ王国祭感想戦！ |
| 186 | 02月06日        | ギブアンドテイク！ルームメイトと情報交換会が白熱 |
| 187 | 02月13日        | 瀬戸口さんハッピーバースデー!!!!! トンデモ企画が走り出した |
| 188 | 02月20日        | [ 46 ] |
| 189 | 02月27日        | SHACHI CARNIVAL圧倒的振り返り感想戦！ LINE CUBE SHIBUYAに舞い降りし超新星「ル ナイトウ」って一体誰ですか！コメント映像あり！ |
|     | 03月06日        | ABEMA SPECIAL2チャンネルにて配信された「第1回スタコミュAWARD 〜初の栄冠は誰の手に!?〜」のMCを大黒柚姫と瀬戸口俊介が務めた。 |
| 190 | 03月06日        | ゲスト：辻野かなみ（超ときめき♡宣伝部） |
| 191 | 03月13日        | シャチ曲をいっしょに踊ってみよう！！！ |
| 192 | 03月20日        | [ 47 ] |
| 193 | 03月27日        | 推しメン佐藤優樹（まーちゃん）さんへの想いが爆発したCBCラジオのお話！ |
| 194 | 04月3日         | 二度とやりません！？復活！大黒食堂でキムチパニック！！！！ |
| 195 | 04月10日        | パン食い競争をする。 |
| 196 | 04月17日        | ジェジェジェ！ジェスチャー！！！！ |
| 197 | 04月24日        | 「パ・ワー」ゲストのル・ナイトウが奇跡を起こす ゲスト：内藤るな |
| 198 | 05月1日         | 大分県城島高原から直送ゆずき！！ |
| 199 | 05月8日         | [ 48 ] |
| 200 | 05月15日        | おかげさまで200回！スタプラのみんなからお祝いコメント動画もたくさん♪ |
| 201 | 05月22日        | ゲスト：内藤るな、芹澤もあ（ukka） |
| 202 | 05月29日        | 柚姫の部屋フェス直前！公開リハーサルSP！ルームメイトのみんなもレッスン着に着替えてテレビの前に集合だ！ |
|     | 06月03日        | 「柚姫の部屋フェス2023」をZepp Shinjukuにて開催した MC：瀬戸口俊介、大黒柚姫 1部・2部のウェルカムルームアクト：スタプラ研究生 1部：TEAM SHACHI、ばってん少女隊、ル・マイグロ（内藤るな and 春名真依 with 大黒柚姫） 2部：AMEFURASSHI、いぎなり東北産、TEAM SHACHI |
| 203 | 06月05日        | ゲスト：愛来、市川優月、鈴木萌花（AMEFURASSHI） |
| 204 | 06月12日        | 続！『柚姫の部屋フェス2023』感想戦！ |
| 205 | 06月19日        | [ 50 ] |
| 206 | 06月26日        | ゲスト：藤谷美海（いぎなり東北産）、準レギュラーの一個上：内藤るな |
| 207 | 07月03日        | [ 51 ] |
| 208 | 07月10日        | 大黒柚姫生誕祭&DINER SHACHI感想戦！ |
| 209 | 07月17日        | 食せ！笑みとアイスをこぼす夜 |
| 210 | 07月24日        | メンバー全員が出演し、7月22日開催野外ワンマンライブ「SHACHI SUMMER2023 名古屋城～叫べ！夢と希望の銃弾を放つ夜～」の感想戦 準レギュラーの一個上：内藤るな |
| 211 | 07月31日        | 大事なのは0.9！今夜アクスタの撮り方をとくべつに解禁 |
| 212 | 08月07日        | [ 52 ] |
| 213 | 08月14日        | 真夏の怪談スペシャル2023 |
| 214 | 08月21日        | ゲスト：日向端ひな、籾山ひめり（高嶺のなでしこ） |
| 215 | 08月28日        | 準レギュラーの一個上：内藤るな |
| 216 | 09月04日        | [ 53 ] |
| 217 | 09月11日        | ゲスト：咲良菜緒（TEAM SHACHI） |
| 218 | 09月18日        | [ 54 ] |
| 219 | 09月25日        | 準レギュラーの一個上：内藤るな |
| 220 | 10月02日        | ゲスト：里菜（CROWN POP） |
| 221 | 10月09日        | [ 55 ] |
| 222 | 10月16日        | [ 56 ] |
| 223 | 10月23日        | 祝！TEAM SHACHI 5周年スペシャル！メンバー全員集合でお届け！ ゲスト：秋本帆華（TEAM SHACHI）、咲良菜緒（同）、坂本遥奈（同） |
| 224 | 10月30日        | スタプラアイドルフェスティバル感想戦！ ゲスト：橘花怜（いぎなり東北産）、準レギュラーの一個上：内藤るな |
| 225 | 11月06日        | ゲスト：川瀬あやめ（ukka） |
| 226 | 11月13日        | [ 57 ] |
| 227 | 11月20日        | [ 58 ] |
| 228 | 11月27日        | ゲスト：入江専務（サンスマイルトイズ）、準レギュラーの一個上：内藤るな |
| 229 | 12月04日        | [ 59 ] |
| 230 | 12月11日        | |
| 231 | 12月18日        | |
| 232 | 12月25日        | 2023年ラスト回！柚姫の部屋サンタ！内藤るなさんもご登場！ 準レギュラーの一個上：内藤るな |

| #   | 配信日          | タイトル・ゲスト・備考 |
| --- | --------------- | --- |
| 233 | 2024年 01月08日 | [ 60 ] |
|     | 01月15日        | 東京消防庁麴町消防署 一日消防署長任命式 |
| 234 | 01月15日        | ゲスト：雪月心愛（CROWN POP） |
| 235 | 01月22日        | 柚姫の部屋かるた 準レギュラーの一個上：内藤るな |
| 236 | 01月29日        | ゲスト：瀬田さくら（ばってん少女隊） |
| 237 | 02月05日        | ゲスト：城月菜央、春野莉々（高嶺のなでしこ） |
| 238 | 02月12日        | |
| 239 | 02月19日        | |
| 240 | 02月26日        | 東京消防庁麴町消防署 一日消防署長「消火器の使い方」 ゲスト：坂本遥奈、準レギュラーの一個上：内藤るな |
| 241 | 03月04日        | 東京消防庁麴町消防署 一日消防署長「救助訓練」 |
| 242 | 03月11日        | |
| 243 | 03月18日        | ぐるぐるルーレットトーク！ |
| 244 | 03月25日        | ゲスト：田中咲帆（CROWN POP）、準レギュラーの一個上：内藤るな |
| 245 | 04月01日        | |
| 246 | 04月08日        | |
| 247 | 04月15日        | 「やかん大作戦 in 亀岡」感想戦！ |
| 248 | 04月22日        | ゲスト：浅野尚志、準レギュラーの一個上：内藤るな |
| 249 | 04月29日        | |
| 250 | 05月06日        | 柚姫の部屋サマーカップ開催で忍び競走🥷ニンニン！がっつり2公演やったあとでも大黒さんは元気に生配信！ |
| 251 | 05月13日        | 帰ってきた！シャチシャチ動物ランド！ |
| 252 | 05月20日        | 五月病を吹き飛ばせ！お悩み相談室！ |
| 253 | 05月27日        | ゲスト：里菜（CROWN POP）、準レギュラーの一個上：内藤るな |
| 254 | 06月03日        | 食材は自分の手で掴み取れ！大黒食堂！ |
| 255 | 06月10日        | ゲスト：春名真依 |
| 256 | 06月17日        | |
| 257 | 06月24日        | 準レギュラーの一個上：内藤るな |
| 258 | 07月01日        | |
| 259 | 07月08日        | 「大黒柚姫生誕祭2024」大感想戦！ |
|     | 07月15日        | 名古屋にてスタプラローカリズム vol.4 夏祭りを開催 |
| 260 | 07月15日        | 名古屋から配信 |
| 261 | 07月22日        | 瀬戸口生誕祭グッズの詳細発表 ゲスト：七海花菜、水川心愛（LarmeR）、準レギュラーの一個上：内藤るな |
|     | 07月28日        | 「柚姫の部屋フェス2024」をZepp Shinjukuにて開催 MC：瀬戸口俊介、大黒柚姫 1部・2部のウェルカムルームアクト：ル・マイグロ（内藤るな and 春名真依 with 大黒柚姫） 1部：AMEFURASSHI、TEAM SHACHI、ばってん少女隊 2部：高城れに（ももいろクローバーZ）、高嶺のなでしこ、TEAM SHACHI 本公演後に「第39回瀬戸口俊介生誕祭」兼「柚姫の部屋フェス2024 打ち上げ」も開催 |
| 262 | 07月29日        | 「柚姫の部屋フェス2024」「第39回瀬戸口俊介生誕祭」兼「柚姫の部屋フェス2024打ち上げ」大感想戦！ 番組5周年 |
|     | 07月30日        | 大黒柚姫と瀬戸口俊介が第2回スタコミュAWARD（ABEMA SPECIAL2チャンネル）のMCを担当 |
| 263 | 08月05日        | |
| 264 | 08月12日        | タワーレコード 錦糸町パルコ店から「出張！柚姫の部屋」 「シャチサマ2024」大感想戦！ |
| 265 | 08月19日        | |
| 266 | 08月26日        | 準レギュラーの一個上：内藤るな |
| 267 | 09月02日        | 第2回 TEAM SHACHI楽曲歌詞漢字検定！ |
| 268 | 09月09日        | みんなのルームネームの由来を大黒探偵が当てる月曜日の夜！ |
| 269 | 09月16日        | 柚姫の部屋杯「カレーレース」！ |
| 270 | 09月23日        | 準レギュラーの一個上：内藤るな |
| 271 | 09月30日        | 命名権争奪！ZUKIPONグランプリ！ |
| 272 | 10月07日        | |
| 273 | 10月14日        | 名古屋からお届け！ |
| 274 | 10月21日        | |
| 275 | 10月28日        | 準レギュラーの一個上：内藤るな |
| 276 | 11月04日        | ゲスト：咲良菜緒（TEAM SHACHI） |
| 277 | 11月11日        | |
| 278 | 11月18日        | STARDUST THE PARTY 2024直前！ぼくたちわたしたちの仲良し度チェック！ |
| 279 | 11月25日        | 「STARDUST THE PARTY 2024」大感想戦！ 準レギュラーの一個上：内藤るな |
| 280 | 12月02日        | 瀬田さくらさん卒業公演「桜歌爛漫」公演後コメントV！ 柚姫の部屋流「見え見え」クイズ！ |
| 281 | 12月09日        | 電話ゲスト：結城りな（ukka） |
| 282 | 12月16日        | ゲスト：SHUKA（MISS MERCY） |
| 283 | 12月23日        | 準レギュラーの一個上：内藤るな |
| 284 | 12月30日        | 柚姫の部屋流行語大賞2024 |

| #   | 配信日          | タイトル・ゲスト・備考 |
| --- | --------------- | --- |
| 285 | 2025年 01月06日 | 「決戦の鯱詣2025」大感想戦！ ゲスト：結城りな（ukka） |
| 286 | 01月13日        | 柚姫の部屋新春スペシャル2025 12時間生配信 出演：大黒柚姫、瀬戸口俊介、内藤るな ゲスト：ゆめ、みる、西村美海、安井泉妃、白浜あや、高月凛々、渡辺ゆう（スタプラ研究生）、橘花怜（いぎなり東北産）、結城りな、宮沢友、若菜こはる（ukka）、橋本桃呼、東山恵里沙、城月菜央（高嶺のなでしこ）、上田理子、春乃きいな（ばってん少女隊） |
| 287 | 01月13日        | 「柚姫の部屋新春スペシャル2025」振り返り！ 準レギュラーの一個上：内藤るな |
| 288 | 01月20日        | 休憩しよう！9Kチャレンジ！ |
| 289 | 01月27日        | 準レギュラーの一個上：内藤るな |
| 290 | 02月03日        | 大黒さんのオタクトークが大爆発！？ 柚姫の部屋流恵方を決めよう企画！ |
| 291 | 02月10日        | ゲスト：坂本遥奈（TEAM SHACHI） |
| 292 | 02月17日        | スタコミュ運営からお手紙が！おはようボイスを当てよう企画！ |
| 293 | 02月24日        | 準レギュラーの一個上：内藤るな |
| 294 | 03月03日        | TEAM SHACHI メンバー全員登場！ |
| 295 | 03月10日        | あなたのルームネームが改名される！？ZUKIPONグランプリ2025春の陣！ |
| 296 | 03月17日        | 準レギュラーの一個上：内藤るな |
| 297 | 03月24日        | |
| 298 | 03月31日        | みんな違ってみんないいスペシャル！つまりどういうことなの？ |
| 299 | 04月07日        | リモートゲスト：山崎銀之丞、三世 家元 春日壽 |
| 300 | 04月14日        | 本日で配信300回目！ |
| 301 | 04月21日        | 準レギュラーの一個上：内藤るな |
| 302 | 04月28日        | 今週は「ICONIC MOMENTS LIVE！ 」終わりで名古屋からお届け！ ゲスト：秋本帆華（TEAM SHACHI） |
| 303 | 05月05日        | 本日はリモート配信でお届け！ |
| 304 | 05月12日        | |
| 305 | 05月19日        | |
| 306 | 05月26日        | 準レギュラーの一個上：内藤るな |
| 307 | 06月02日        | |
| 308 | 06月09日        | |
| 309 | 06月16日        | |
| 310 | 06月23日        | 準レギュラーの一個上：内藤るな |
| 311 | 06月30日        | |
|     | 07月07日        | 第3回スタコミュAWARD（ABEMA SPECIAL2チャンネル）のMCを、大黒柚姫と瀬戸口俊介が市川優月と担当。 |
| 312 | 07月07日        | スタコミュアワード終了後の楽屋からお届け！ゲスト多数 ゲスト：咲良菜緒、秋本帆華、坂本遥奈（TEAM SHACHI）、結城りな、葵るり、宮沢友（ukka）、市川優月（AMEFURASSHI）、内藤るな（LumiUnion）、風見和香、仲村悠菜（私立恵比寿中学）                                                                                                |
| 313 | 07月14日        | ゲスト：真山りか、安本彩花、中山莉子（私立恵比寿中学） |
| 314 | 07月21日        | 柚姫の部屋in大阪 ゲスト：堀くるみ |
| 315 | 07月28日        | 準レギュラーの一個上：内藤るな |
| 316 | 08月04日        | |
| 317 | 08月11日        | |
| 318 | 08月18日        | |
|     | 08月24日        | 「柚姫の部屋フェス2025」をZepp Shinjukuにて開催 MC：瀬戸口俊介、大黒柚姫 1部・2部のウェルカムルームアクト：ル・マイグロ（内藤るな and 春名真依 with 大黒柚姫） 1部：ukka、TEAM SHACHI、MOS 2部：TEAM SHACHI |
| 319 | 08月25日        | |
| 320 | 09月01日        | |

## 柚姫の部屋フェス
2021年から「柚姫の部屋」発のライブイベント「柚姫の部屋フェス」を開催している。オープニングアクトを「ウェルカムルームアクト」と呼ぶ。開場から開演までの時間を使った瀬戸口らによるカラオケなども特徴の一つ。

### 柚姫の部屋フェス2021
2021年8月8日に「柚姫の部屋フェス2021」をUSEN STUDIO COASTにて2部制で開催した。STARDUST PLANETに所属する7グループが出演。
- MC：大黒柚姫、瀬戸口俊介
- 1部：アメフラっシ（ウェルカムルームアクト）、B.O.L.T、ばってん少女隊、TEAM SHACHI
- 2部：CROWN POP（ウェルカムルームアクト）、ukka、いぎなり東北産、TEAM SHACHI
- SCRAP オンラインフェスティバル「オンラインリアル脱出ゲームサマーフェス」第11弾として「『柚姫の部屋』夏の特大号スペシャル」を1部と2部の間に配信した[67]。

### 柚姫の部屋フェス2022
2022年9月23日に「柚姫の部屋フェス2022」をCLUB CITTA'にて2部制で開催した。
- MC：瀬戸口俊介、大黒柚姫
- 1部出演：THE STARBEMS、TEAM SHACHI、ばってん少女隊、マイグロ（春名真依 with 大黒柚姫）
- 2部出演：ukka、CROWN POP、TEAM SHACHI、B.O.L.T

### 柚姫の部屋フェス2023
2023年6月3日に「柚姫の部屋フェス2023」をZepp Shinjukuにて2部制で開催した。
- MC：瀬戸口俊介、大黒柚姫
- ＜1部＞ 〜ついにZepp!!部屋フェス第1部、立派に育ちました。でも感動の涙はいらないよ編〜
- 1部出演：TEAM SHACHI、ばってん少女隊、ル・マイグロ（内藤るな and 春名真依 with 大黒柚姫）
- ＜2部＞ 〜ついにZepp!!部屋フェス第2部、立派に育ちました。きっと笑いは漏れるよね編〜
- 2部出演：AMEFURASSHI、いぎなり東北産、TEAM SHACHI
- 両部のウェルカムルームアクト：スタプラ研究生

### 柚姫の部屋フェス2024
2024年7月28日に「柚姫の部屋フェス2024」をZepp Shinjukuにて2部制で開催した。
- MC：瀬戸口俊介、大黒柚姫
- 1部出演：AMEFURASSHI、TEAM SHACHI、ばってん少女隊
- 2部出演：高城れに（ももいろクローバーZ）、高嶺のなでしこ、TEAM SHACHI
- 両部のウェルカムルームアクト：ル・マイグロ（内藤るな and 春名真依 with 大黒柚姫）

### 柚姫の部屋フェス2025
2025年8月24日に「柚姫の部屋フェス2025」をZepp Shinjukuにて2部制で開催する。
- MC：瀬戸口俊介、大黒柚姫
- 1部出演：ukka、TEAM SHACHI、MOS[73]
- 2部出演：TEAM SHACHI
- 両部のウェルカムルームアクト：ル・マイグロ（内藤るな and 春名真依 with 大黒柚姫）

## 主なイベント
スタジオ観覧
2023年4月から「柚姫の部屋」のスタジオ有料観覧を実施している。
出張！柚姫の部屋
いつものスタジオを飛び出して生配信を行う。
2019年10月5日、TEAM SHACHIのカルチャー教室2019 一時間目「出張！柚姫の部屋 〜観覧、あなたの番です〜」を東京富士大学 二上講堂 ４Fプリズムホールにて開催
2024年8月12日、タワーレコード 錦糸町パルコ店にて「出張！柚姫の部屋」を開催
公開生配信
2020年2月24日に「柚姫の部屋in札幌」と題してアジトオブスクラップ札幌にて公開生配信を開催した。
謎検ルームメイトランキング
柚姫の部屋レギュラー陣＆ルームメイト（視聴者）みんなでSCRAPの謎解き能力検定にチャレンジして、その得点を競うお祭りイベント。
ニコSハイパー運動会
2020年11月16日の番組内で話が進展して、2020年12月6日に「スタプラローカリズム vol.2 〜ニコSハイパー運動会〜」を生配信した。
司会：瀬戸口俊介、出場：TEAM SHACHI＆ばってん少女隊合同チーム vs いぎなり東北産
2023年11月配信 STARDUST WEB「スタプラ研究生のまだまだ７時ッ！」スタプラ研究生大運動会（#17前編 #18後編）の司会を大黒柚姫と瀬戸口俊介が務めた。
柚姫の部屋グッズの販売
2021年にグッズを制作・販売した。
柚姫の部屋×少年探偵SCRAP団コラボ放送
「SCRAPファンクラブ感謝祭 毎日発信！今日のSCRAP」の一環として配信した。2021年5月18日、6月22日、7月20日。
スタコミュAWARD MC
大黒柚姫と瀬戸口俊介は、ABEMA SPECIAL2チャンネル「スタコミュAWARD」のMCを2023年の第1回から担当している。
麴町消防署一日消防署長
2024年1月15日、東京消防庁麴町消防署にて一日消防署長任命式が執り行われ、大黒柚姫が一日消防署長、瀬戸口俊介が一日特別救助隊長に任命された。火災予防啓発動画が撮影され、令和6年 春の火災予防運動（3月1日 - 7日）期間中に麴町消防署管内で放映された。